# انجمن علمی شنوایی‌شناسی ایران
انجمن علمی شنوایی‌شناسی ایران انجمنی غیرانتفاعی و غیر سیاسی است که به استناد مصوبه دویست و شصت و دومین جلسه مورخ ۷/۸/۱۳۷۰ شورای عالی انقلاب فرهنگی و آیین‌نامه مربوطه و تصویب کمیسیون موضوع ماده ۴ مصوبه فوق از تاریخ ۱۷ شهریور ماه ۱۳۸۴ برای مدت نامحدود تشکیل گردیده و در زمینه‌های علمی، تحقیقاتی، تخصصی و فنی مربوط به رشته شنوایی‌شناسی فعالیت می‌نماید.
انجمن علمی شنوایی‌شناسی ایران انجمنی علمی و حرفه‌ای با بیش از ۲۰۰۰ مخاطب شنوایی شناس در ایران و خارج از ایران است و محل تبادل اطلاعات بالینی و تحقیقاتی در تمامی حوزه‌های شنوایی‌شناسی است.

## تشکیل انجمن
از سال ۱۳۸۳ و با پیگیری‌های فراوان رشته‌های مختلف گروه پزشکی، وزارت بهداشت عضویت کارشناسان و کارشناسان ارشد را در ترکیب انجمن‌های علمی (هیئت مدیره و اعضای پیوسته) تصویب نمود. با فراهم آمدن این امکان و با تلاش اعضای هیئت مدیره وقت انجمن شنوایی شناسان ایران، مقدمات تأسیس انجمن علمی شنوایی‌شناسی ایران فراهم آمد تا رشته شنوایی شناسی همچون دیگر رشته‌های گروه پزشکی در ایجاد ارتباط علمی، تحقیقاتی، تخصصی و فنی با وزارت بهداشت، درمان و آموزش پزشکی به عنوان متولی سلامت در جامعه و سازمان نظام پزشکی به عنوان بزرگترین نهاد برنامه‌ریزی و نظارت در امور پزشکی، گام بردارد. حیات رسمی انجمن علمی شنوایی‌شناسی ایران در هفدهم شهریور ماه ۱۳۸۴ و با رأی مجمع عمومی آغاز گردید.

## هیئت مدیره کنونی
همزمان با برگزاری نهمین کنگره سراسری شنوایی‌شناسی ایران، جلسه مجمع عمومی انجمن علمی شنوایی‌شناسی ایران در شب چهارشنبه مورخ هشتم اردیبهشت ماه ۱۳۸۹ در محل تالار اجتماعات هتل ارم تهران تشکیل گردید. این جلسه با حضور نماینده وزارت بهداشت، درمان و آموزش پزشکی دکتر جباری و تنی چند از پیشکسوتان رشته شنوایی‌شناسی به عنوان هیئت رئیسه انتخابات برگزار گردید و پس از رأی‌گیری مخفی، کاندیداهای عضویت در هیئت مدیره به عنوان اعضای علی‌البدل انتخاب گردیدند. طبق اساسنامه انجمن علمی شنوایی‌شناسی ایران، هیئت مدیره فعلی به مدت ۳ سال عهده‌دار مسئولیت اداره انجمن می‌باشد.